# هوارد وایس
هوارد وایس (انگلیسی: Howard Vyse; ۲۵ ژوئیهٔ ۱۷۸۴ – ۸ ژوئن ۱۸۵۳) فرد نظامی اهل پادشاهی بریتانیای کبیر بود.